# Thingol
Pour les articles homonymes, voir ELU.
Elu Thingol ou simplement Thingol est un personnage du légendaire de l'écrivain britannique J. R. R. Tolkien, apparaissant en particulier dans Le Silmarillion et Les Enfants de Húrin. C'est un Elfe, roi de Doriath.

## Noms et étymologie
Elu Thingol est un nom sindarin, Thingol signifiant « manteau gris ». En quenya son nom est Elwë Singollo.
Il est nommé Tinwelint dans la version initiale du Livre des Contes Perdus.

## Histoire
Il fait partie des Elfes qui s'éveillèrent à Cuiviénen. Avec Ingwë et Finwë, il est l'un des ambassadeurs des Elfes en Valinor.
À son retour, il prend la tête de la tribu des Teleri avec son frère Olwë pour les mener à Valinor. Durant le trajet, il rencontre Melian, une Maia et, envoûté par elle, il reste de longues années à ses côtés dans les bois de Nan Elmoth,. Lorsqu'il en ressort, il prend le nom d'Elu Thingol et devient le roi de tous les Elfes de Beleriand, les Sindar (ou Elfes Gris). Il est le seul des Sindar qui soit compté parmi les Calaquendi, car il a vu la lumière des Deux Arbres lors de son bref séjour en Valinor.
Au retour des Noldor exilés en Terre du Milieu, il leur concède les parties de son royaume peu ou pas peuplées : en fait, tout le Beleriand sauf Doriath, le royaume personnel de Thingol, et les Falas. C'est lui qui parle à son parent Finrod des cavernes de Narog où ce dernier entreprend la construction de Nargothrond. Finissant par apprendre la vérité au sujet du retour des Noldor, et le massacre de sa parentée telerine à Alqualondë, il décide d'interdire le quenya au Beleriand et de rendre le sindarin obligatoire, édit auquel les Noldor doivent se conformer (même s'ils continuent à utiliser le quenya entre eux). Les relations entre les Noldor et les Sindar de Doriath restent fraîches.
Il a une fille, Lúthien, à qui il interdit d'épouser l'Homme Beren, se moquant de lui en lui demandant de ramener un Silmaril de la couronne de Morgoth en échange de la main de sa fille. Contre toute attente, Beren parvient à accomplir cet exploit et Thingol lui permet donc d'épouser sa fille en échange du Silmaril, qui devait finalement précipiter la chute de Doriath,. Quelques années plus tard, il accueille Túrin, fils de Húrin, et l'adopte,. Le jeune homme accomplit des exploits dans la lutte contre les forces de Morgoth aux frontières de Doriath, et se lie d'amitié avec Beleg Cúthalion. Cependant, le jeune homme s'enfuit après avoir tué un conseiller de Thingol, Saeros, par accident, et malgré toutes ses recherches, Thingol ne le revoit jamais,.
L'histoire de la mort de Thingol est plutôt confuse ou racontée de façon hâtive dans les textes de Tolkien. Si l'on en croit la version du Silmarillion publié, il périt traîtreusement de la main de forgerons nains qu'il avait chargés de sertir le Silmaril au milieu du Nauglamír qu'Húrin Thalion lui avait apporté de Nargothrond. Émerveillés par la beauté du Silmaril, les Nains conçoivent le désir de le garder pour eux. Le Roi Thingol les humilie et leur ordonne de quitter Doriath. Les Nains tuent le roi et volent le Nauglamìr mais les Elfes désespérés par la disparition de leur Roi les pourchassent et seuls deux en réchappent,. Ce meurtre reste l'une des principales raisons de l'animosité millénaire entre les Elfes et les Nains au temps de la guerre de l'Anneau.
Après avoir rendu les honneurs funèbres à son mari, sa femme, Melian la Maia, quitte sans mot dire la Terre du Milieu et retourne au Valinor. La mort de Thingol précède de peu la chute de Doriath, car avec le départ de Melian disparaît l'anneau qui avait protégé Doriath pendant de longues années, et rien ne s'oppose à la vengeance des Nains. Son petit-fils Dior Eluchíl tente, quelques années plus tard, de faire renaître de ses cendres le royaume de Doriath.
L'épée de Thingol a pour nom Aranrúth (« colère du roi »). Elle survit à la chute de Doriath et fait partie du trésor des rois de Númenor, pour disparaître lors de la submersion de cette île.

## Généalogie
|          |          |          |          |           |           |           |           |           |           |        |        |        |        |  |  |       |       |       |       |         |         |         |         |         |         |         |         |         |         |        |        |         |         |          |         |         |         |          |          |          |          |          |          |          |          |          |          |          |          |  |  |
|          |          |          |          |           |           |           |           |           |           |        |        |        |        |  |  |       |       |       |       |         |         |         |         |         |         |         |         |         |         |        |        |         |         |          |         |         |         |          |          |          |          |          |          |          |          |          |          |          |          |  |  |
|          |          |          |          |           |           |           |           | Olwë      | Olwë      | Olwë   | Olwë   | Olwë   | Olwë   |  |  |       |       |       |       | Thingol | Thingol | Thingol | Thingol | Thingol | Thingol |         |         | Melian  | Melian  | Melian | Melian | Melian  | Melian  |          |         |         |         | Elmo     | Elmo     | Elmo     | Elmo     | Elmo     | Elmo     |          |          |          |          |          |          |  |  |
|          |          |          |          |           |           |           |           | Olwë      | Olwë      | Olwë   | Olwë   | Olwë   | Olwë   |  |  |       |       |       |       | Thingol | Thingol | Thingol | Thingol | Thingol | Thingol |         |         | Melian  | Melian  | Melian | Melian | Melian  | Melian  |          |         |         |         | Elmo     | Elmo     | Elmo     | Elmo     | Elmo     | Elmo     |          |          |          |          |          |          |  |  |
|          |          |          |          |           |           |           |           |           |           |        |        |        |        |  |  |       |       |       |       |         |         |         |         |         |         |         |         |         |         |        |        |         |         |          |         |         |         |          |          |          |          |          |          |          |          |          |          |          |          |  |  |
| Finarfin | Finarfin | Finarfin | Finarfin | Finarfin  | Finarfin  |           |           | Eärwen    | Eärwen    | Eärwen | Eärwen | Eärwen | Eärwen |  |  | Beren | Beren | Beren | Beren | Beren   | Beren   |         |         | Lúthien | Lúthien | Lúthien | Lúthien | Lúthien | Lúthien |        |        |         |         |          |         |         |         | Galadhon | Galadhon | Galadhon | Galadhon | Galadhon | Galadhon |          |          |          |          |          |          |  |  |
| Finarfin | Finarfin | Finarfin | Finarfin | Finarfin  | Finarfin  |           |           | Eärwen    | Eärwen    | Eärwen | Eärwen | Eärwen | Eärwen |  |  | Beren | Beren | Beren | Beren | Beren   | Beren   |         |         | Lúthien | Lúthien | Lúthien | Lúthien | Lúthien | Lúthien |        |        |         |         |          |         |         |         | Galadhon | Galadhon | Galadhon | Galadhon | Galadhon | Galadhon |          |          |          |          |          |          |  |  |
|          |          |          |          |           |           |           |           |           |           |        |        |        |        |  |  |       |       |       |       |         |         |         |         |         |         |         |         |         |         |        |        |         |         |          |         |         |         |          |          |          |          |          |          |          |          |          |          |          |          |  |  |
|          |          |          |          |           |           |           |           |           |           |        |        |        |        |  |  |       |       |       |       |         |         |         |         |         |         |         |         |         |         |        |        |         |         |          |         |         |         |          |          |          |          |          |          |          |          |          |          |          |          |  |  |
|          |          |          |          |           |           |           |           |           |           |        |        |        |        |  |  |       |       |       |       |         |         |         |         |         |         |         |         |         |         |        |        |         |         | Galathil |         |         |         |          |          |          |          |          |          |          |          |          |          |          |          |  |  |
|          |          |          |          |           |           |           |           |           |           |        |        |        |        |  |  |       |       |       |       |         |         |         |         |         |         |         |         |         |         |        |        |         |         |          |         |         |         |          |          |          |          |          |          |          |          |          |          |          |          |  |  |
|          |          |          |          |           |           |           |           |           |           |        |        |        |        |  |  |       |       |       |       | Dior    | Dior    | Dior    | Dior    | Dior    | Dior    |         |         |         |         |        |        | Nimloth | Nimloth | Nimloth  | Nimloth | Nimloth | Nimloth |          |          |          |          |          |          |          |          |          |          |          |          |  |  |
|          |          |          |          |           |           |           |           |           |           |        |        |        |        |  |  |       |       |       |       | Dior    | Dior    | Dior    | Dior    | Dior    | Dior    |         |         |         |         |        |        | Nimloth | Nimloth | Nimloth  | Nimloth | Nimloth | Nimloth |          |          |          |          |          |          |          |          |          |          |          |          |  |  |
|          |          |          |          | Galadriel | Galadriel | Galadriel | Galadriel | Galadriel | Galadriel |        |        |        |        |  |  |       |       |       |       |         |         |         |         |         |         |         |         |         |         |        |        |         |         |          |         |         |         |          |          |          |          |          |          | Celeborn | Celeborn | Celeborn | Celeborn | Celeborn | Celeborn |  |  |
|          |          |          |          | Galadriel | Galadriel | Galadriel | Galadriel | Galadriel | Galadriel |        |        |        |        |  |  |       |       |       |       |         |         |         |         |         |         |         |         |         |         |        |        |         |         |          |         |         |         |          |          |          |          |          |          | Celeborn | Celeborn | Celeborn | Celeborn | Celeborn | Celeborn |  |  |

### Note
1. Cet Orque apparaît, entre autres, dans le Lai de Leithian (Les Lais du Beleriand), mais pas dans Le Silmarillion.
2. ↑  Cet Orque apparaît, entre autres, dans le Lai de Leithian (Les Lais du Beleriand), mais pas dans Le Silmarillion.